# Peucedanum dhana
Peucedanum dhana är en flockblommig växtart som beskrevs av Charles Baron Clarke. Peucedanum dhana ingår i släktet siljor, och familjen flockblommiga växter.

## Underarter
Arten delas in i följande underarter:
- P. d. dalzellii
- P. d. dhana